# Petra Vidmar
Petra Vidmar (* 18. September 1972) ist eine ehemalige deutsche Fußballspielerin und -trainerin. Während ihrer Vereinszugehörigkeit zu Grün-Weiß Brauweiler gewann sie drei Titel, das Double und den DFB-Supercup.

## Karriere

### Spielerin
Vidmar spielte in der Saison 1996/97 für Grün-Weiß Brauweiler in der seinerzeit zweigleisigen Bundesliga. Nachdem die Gruppe Nord als Meister abgeschlossen werden konnte, folgte die erfolgreich abgeschlossene Endrunde um die Deutsche Meisterschaft. Am 8. Juni wurde im Duisburger Stadtteil Homberg der FC Rumeln-Kaldenhausen – wenn auch erst im Elfmeterschießen – mit 5:3 bezwungen; sie wurde für Tünde Nagy in der 80. Minute eingewechselt.
Sechs Tage später gewann ihre Mannschaft im Olympiastadion Berlin auch das Finale um den DFB-Pokal, in dem sie nicht eingesetzt wurde. Der FC Eintracht Rheine konnte – als Vorspiel zum Männerfinale – mit 3:1 bezwungen werden.
Im Finale um den DFB-Supercup am 31. August 1997 beim FC Eintracht Rheine wurde sie beim 1:0-Sieg in der 86. Minute für Ziegler eingewechselt.
Nachdem sie vom Fußball eine Pause eingelegt hatte, ließ sie ihre Karriere in der Saison 2001/02 beim Bundesligisten SC Freiburg ausklingen; vom 19. August 2001 (1. Spieltag) bis 2. Juni 2002 (20. Spieltag) wurde sie in neun Punktspielen eingesetzt. Anschließend spielte sie noch für deren zweite Mannschaft.

### Trainerin
Von 2002 bis 2006 trainierte sie die B-Juniorinnen des SC Freiburg.

## Erfolge
- Deutscher Meister 1997
- Meister Bundesliga Nord 1997
- DFB-Pokal-Sieger 1997 (ohne Einsatz)
- DFB-Supercup-Sieger 1997